# 列多 (特鲁埃尔省)
列多，是西班牙阿拉贡自治区特鲁埃尔省的一个市镇。总面积15平方公里，总人口209人（2001年），人口密度14人/平方公里。